# 湖南有色金属职业技术学院
27°51′41″N 113°09′46″E / 27.861293°N 113.162849°E
湖南有色金属职业技术学院，为湖南省高等专科大学，分为2个校区，株洲校区位于株洲市云龙示范区盘龙路88号，长沙校区位于长沙市雨花区香樟路601号。

## 历史
2008年，“湖南有色金属职工大学”建立，为成人大学，后更名为“湖南有色金属职业技术学院”，升格为专科大学。

## 学校院系
湖南有色金属职业技术学院有4个院系，1个部，30多个专业。
- 系：资源环境学院、冶金材料学院、环境安全工程系、机电工程系、建筑工程系、经济管理系。[1]
- 部：基础课部[1]
- 专业